# Île Venan
L'île Venan est une île du Finistère, en Bretagne. Elle est située sur le territoire de la commune de Plouguerneau, face à l'île Vierge.  Une partie de l’île est privée appartenant à la famille Appriou, l’autre partie appartient à la commune de Plouguerneau. 

## Géographie
Lorsque la mer est basse, il est possible de la rejoindre à pied à partir des hameaux du Reun, de Lostrouc’h ou de Kelerdut.

## Histoire
Il y a un cairn sur l'île. Il a été fouillé à la fin du XIXe siècle d'où son aspect actuel en cratère de volcan. Ses pierres ont servi à la construction de petits murets.